# Slaget vid Wallhof
Slaget vid Wallhof var ett slag vid byn Valle (Tyska: Wallhof) i Semgallen (nuvarande Lettland) under andra polska kriget. Det ägde rum den 7 januari 1626 och slutade med svensk seger.
Gustav II Adolf vann med underlägsna krafter över en omkring 7 000 man stark polsk-litausk här under furst Stanislaw Sapieha. Omkring en femtedel av den polska-litauska styrkan förlorades. Inte en enda av Gustav II Adolfs knektar dog under slaget (enligt kungens uppgift). Detta var första gången Gustav Adolf deltog som befälhavare i ett fältslag, det blev alltså hans elddop.

## Bakgrund
År 1621 hade svenskarna belägrat och erövrat Riga, vilket väckte uppmärksamhet, då det var första gången en protestantisk ledare besegrat en katolsk stormakt. Den svenska hären var dock sliten och polackerna kunde återta initiativet med utfall från Dorpat. Stillestånd slöts i november år 1622 och förlängdes fram till mars 1625. Några acceptabla villkor för fred med Polen kunde inte nås, varför Gustav II Adolf planerade ett nytt fälttåg mot Polen, vilket inleddes i juni 1625. Kokenhusen, Birze och Mitau erövrades och Dorpat intogs efter sex dagars belägring. Under hösten 1625 uppträdde två polska härar mot de svenska styrkorna och Gustav II Adolf bestämde sig för att få till en drabbning innan de polska styrkorna hunnit förenas. Målet blev det polska lägret vid byn Wallhof och de svenska trupperna gick i början av januari 1626 över floden Düna.

## Slaget
De svenska trupperna inledde ett blixtanfall mot den polska-litauska härens läger. En polsk patrull upptäckte svenskarna, vilket gjorde att de polska trupperna hade hunnit ställa upp sig för drabbning och satt byn i brand på morgonen när svenskarna anlände.
Ett svenskt rytterianfall inledde slaget från den högra flygeln. Polackerna gjorde motstånd, men de svenska muskötskyttarna understödde ryttarna intensivt, vilket gjorde att polackerna tvingades fly, förföljda av det finska rytteriet. Polackerna blev överraskade av den perfekt samövade kombinationen av eld och rörelse, som utgjorde Gustav II Adolfs nya taktik och som i detta slag prövades för första gången.

## Följder
Genom slaget förändrades konfliktens karaktär totalt och det svenska engagemanget i det på kontinenten pågående trettioåriga kriget ökades. De polska trupperna lämnade slagfältet och den svenske kungen fick stärkt självförtroende då hans plan hade lyckats. Sverige fick kontrollen över allt territorium i Baltikum norr om Düna och hade fått upprättelse för nederlaget vid Kirkholm år 1605. Kriget fortsatte fram till att stillestånd slöts i Altmark år 1629 varvid stora tidigare polskkontrollerade områden kom att hamna under Sverige. Jakob De la Gardie utsågs till chef för armén när kungen efter slaget lämnade Baltikum, men fick lämna det militära ledarskapet till Gustav Horn och istället bli guvernör i Riga år 1628. Orsaken var att han som befälhavare ansågs vara alltför långsam.

Slaget återgivet på samtida lång kopparstickstavla, hopsatt av två stycken, tillsammans 290 mm x 1070 mm.

### Fotnoter
1. 1 2 3  Oredsson, Sverker (2007). Gustav II Adolf. Atlantis. sid. 145-146. ISBN 978-91-7353-157-3. OCLC 170881839. https://www.worldcat.org/title/170881839. Läst 4 november 2024
2. 1 2  Göransson 1994, sid. 166.
3. ↑  Sundberg sid. 109-111.
4. 1 2  Gullberg sid. 50-52.
5. 1 2  Sundberg sid. 111-112.